# Пащрик
Пащрик е планина, намираща се по протежение на косовско-албанската граница след Проклетие. Източно от нея в Метеохийската котловина на Косово протича Бели Дрин. Две трети от планината е в границите на Албания, а една трета – в Косово.